# ГЕС Nathpa jhakri
ГЕС Nathpa jhakri — гідроелектростанція на півночі Індії у штаті Гімачал-Прадеш. Знаходячись між ГЕС Карчам-Вангту (вище по течії) та ГЕС Рампур, входить до складу каскаду на Сатледжі, найбільшій лівій притоці Інду.
У межах проекту річку перекрили бетонною гравітаційною греблею висотою 63 метри та довжиною 185 метрів, яка утримує витягнуте на 2,5 км водосховище з площею поверхні 0,24 км2 та корисним об'ємом 3 млн м3.
Зі сховища ресурс надходить до чотирьох підземних камер для видалення осаду розмірами по 526х16х28 метрів. Далі підготована вода спрямовується до прокладеного під лівобережним гірським масивом дериваційного тунелю довжиною 27,4 км з діаметром 10,2 метра, який переходить у три напірні водоводи з діаметром по 4,9 метра. В системі також працює вирівнювальний резервуар висотою 301 метр, який включає сполучувальну шахту та верхню камеру висотою 210 метрів з діаметром 22 метри.
Облаштований у підземному виконанні машинний зал має розміри 220х20 метрів при висоті 49 метрів, крім того, спорудили окреме підземне приміщення для трансформаторного обладнання розмірами 196х18 метрів при висоті 27 метрів.
Основне обладнання станції становлять шість турбін типу Френсіс потужністю по 250 МВт, які використовують напір у 435 метрів та забезпечують виробництво 6612 млн кВт-год електроенергії на рік.
Відпрацьована вода транспортується по відвідному тунелю завдовжки 1 км з діаметром 10,2 метра. Первісно вона поверталась до річки, проте із запуском наступної станції каскаду спрямовується прямо в її підвідний тунель.